# ORP Czapla (1938)
L'ORP Czapla (en français : Héron) était un dragueur de mines polonais de la classe Jaskółka. Selon la nomenclature utilisée dans la marine de la Seconde République polonaise, il était appelé mouilleur de mines. Construit en Pologne, au chantier naval de la marine polonaise à Gdynia, il faisait partie de la deuxième série de dragueurs de mines de la classe Jaskółka. Il était le premier des trois navires de ce nom qui ont servi dans la marine polonaise. Quoique inachevé, il participe à la campagne de Pologne, au cours de laquelle il est coulé par l’armée de l'air allemande dans le port de pêche de Jastarnia. Il est renfloué par les Allemands, et son sort ultérieur est inconnu.

## Commande et construction
Les dirigeants de la Marine (KMW), mettant en œuvre le programme d’augmentation des forces de la Marine qui avait été adopté, ont décidé de poursuivre l’expansion des unités de lutte contre les mines. Lors de la construction des premiers dragueurs de mines de série, le chef du chantier naval de la marine polonaise (WPMW) à Gdynia, le capitaine Witold Szulc, a demandé le 7 décembre 1935 au chef du service technique de KMW l’autorisation de construire un remorqueur d’une puissance de 300 ch ou deux autres dragueurs de mines. Construits dans les années 1933-1936, quatre petits dragueurs de mines ne convenaient qu’au service côtier, c’est pourquoi il était prévu de construire des navires de mer plus grands avec un déplacement de 300 tonnes. Malgré les plans et les économies de 200 000 PLN réalisées lors de la construction des quatre premières unités par KMW, il n’a pas été possible d’obtenir des ressources financières adéquates, de sorte qu’il a été décidé de construire deux autres unités légèrement modifiées de la première série.
Compte tenu de l’expérience positive dans la construction et l’exploitation des « oiseaux », il a été décidé de construire de nouveaux navires au WPMW à Gdynia. Le contrat pour leur construction a été signé le 14 août 1937 par le chef du service technique du commandement du port de guerre à Gdynia et le chef du WPMW, et la construction de l’unité a commencé à l’automne de la même année. Le navire devait être fabriqué selon les mêmes plans que les navires de la première série, mais avec quelques modifications. Une porte étanche a été installée dans la cloison séparant les locaux de l’équipage avant des cabines des officiers. Cela a été dicté par l’expérience des navires exploités, sur lesquels une forte vague de tempête est entrée dans les locaux de l’équipage. Le chef des services KMW a accepté cela le 25 mars 1938. Sur l’unité nouvellement construite, les salles de bombes hydrostatiques (submersibles) avec une soute à munitions ont été remplacées. L’installation de tuyaux d’aération du système de carburant a été modifiée. Grâce à cela, il a été possible de réduire le temps d’approvisionnement en carburant de 10 minutes. Un couvercle de plate-forme en acier (au lieu d’un couvercle en toile) a été ajouté.
Lors de la construction des dragueurs de mines, l’objectif était de limiter autant que possible les approvisionnements provenant d’entreprises étrangères et de les remplacer par des produits de l’industrie nationale. Celle-ci, cependant, n’avait aucune expérience, de sorte que les négociations commerciales et l’exécution des commandes ont traîné dans le temps. Les moteurs devaient être livrés par la fabrique Silników i Armatur PZInż., la même qui les avait fabriqués pour les navires de la première série. Le contrat correspondant a été signé le 4 août 1937. Les essais de réception des moteurs ont eu lieu du 5 au 16 juillet 1938. Au cours de ceux-ci, la commission d’acceptation (composé du capitaine Michał Gierżod, de l’ingénieur Marceli Leśniczak et de l’ingénieur Czesław Śladkowski) a constaté un certain nombre de défauts, beaucoup plus que dans les moteurs de la première série. Le chef du WPMW, l’ingénieur Szulc, n’a passé toutes les commandes nécessaires pour terminer le navire qu’en octobre 1938. De gros problèmes, à la fois en termes de temps et de qualité, sont également apparus dans la construction de générateurs à courant continu, qui ont été fournis par Rohn-Zieliński S. A. de Żychlin. L’exécution de la commande a été considérablement retardée et, en outre, les générateurs avaient moins de puissance que ceux commandés. En janvier 1939, la commission d’acceptation les accepta cependant avec des réserves, en abaissant leur prix. Le navire a été lancé le 22 août 1938 et il a commencé ses essais en 1939.

## Conception
L’ORP Czapla avait une longueur totale de 45 mètres, tandis que la longueur à la ligne de flottaison était de 43 mètres. La largeur maximale du navire est de 5,5 mètres et le tirant d'eau était de 1,55 mètre à un déplacement standard de 183 tonnes. L’unité avait une coque à pont lisse, construite en acier. De la proue au milieu du navire s’étendait une superstructure, derrière laquelle se trouvait une cheminée. En raison de l’emplacement de longues rampes de mine, le navire n’avait pas de faille à bord, donc afin d’améliorer les prouesses maritimes, un ascenseur a été placé dans la partie proue. Afin d’améliorer les qualités maritimes et de faciliter les opérations de dragage, la poupe du dragueur de mines était large. Ceci a permis de monter deux arbres d'hélice. Pour améliorer la stabilité, des quilles basculantes ont été installées au milieu du navire. La construction du dragueur de mines était principalement rivetée, bien que certains éléments aient été soudés.

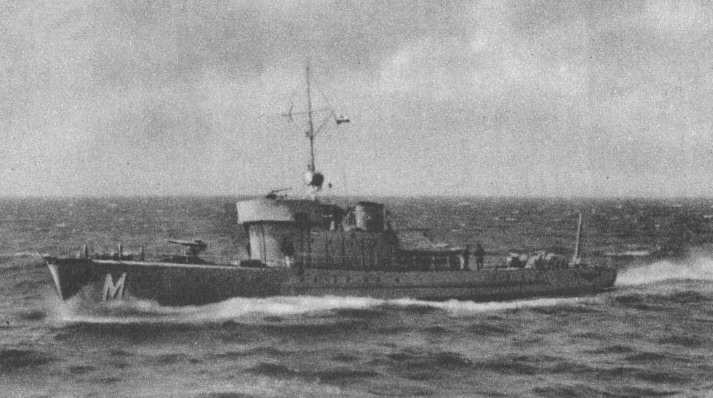
L’ORP Mewa en 1937. Une silhouette similaire à celle de l’ORP Czapla.

L’unité était propulsée par deux moteurs diesel Nohab à huit cylindres en ligne, fabriqués à l’usine de moteurs Ursus à Varsovie. Chacun des moteurs avait une puissance de 525 ch et entraînait un arbre d'hélice séparé. La puissance totale des machines était de 1050 ch, ce qui permettait d’atteindre une vitesse maximale de 18 nœuds. Les moteurs entraînaient deux hélices de la société allemande Theodor Zeise d’Altona. L’équipement auxiliaire était alimenté électriquement par trois groupes électrogènes, alimentés par des moteurs diesel d’une puissance totale d’environ 120 ch. La tension dans le réseau électrique du navire était de 220 Volts. Le navire était équipé d’une radio émettrice et réceptrice de type RKM/K et d’un émetteur-récepteur et d’une radio de réception de type Z-32. Des indicateurs de déviation du gouvernail de fabrication suédoise ont également été installés. L’équipage de l’unité était composé de 27 à 30 personnes.
L’armement de base du navire devait être un canon de 75 mm modèle 1924. Il a été acheté le 18 août 1938 en France, mais n’a pas atteint la Pologne avant le déclenchement de la guerre. Pour cette raison, le navire était armé d’un canon de 75 mm modèle 1897. Pour la défense antiaérienne, le navire devait être armé de mitrailleuses lourdes Hotchkiss de 13,2 mm, qui devait être placées au milieu du navire, mais jusqu’au déclenchement de la guerre, il n’a pas été possible de les monter. L’armement antiaérien a été complété par deux mitrailleuses Maxim MG 08 de 7,92 mm. Elles ont été placées sur des plate-formes latérales spéciales sur la superstructure, des deux côtés de la cheminée. Sur le navire, il y avait deux rampes de largage de mines, sur lesquelles le navire pouvait transporter 20 mines à orin de contact modèle 08. Le dragueur de mines a également été adapté pour poser des mines de type SM-5, utilisées sur les sous-marins de classe Wilk. L’unité avait la capacité de transporter 20 charges de profondeur pour combattre les sous-marins. Leur détection était rendue possible par l’équipement de la société britannique Hughes. L’équipement pour le dragage des mines se composait de deux chaluts Renarca et d’un chalut d’attelage, qui était remorqué conjointement avec un autre dragueur de mines. Quatre grues ont été placées à l’arrière pour faire fonctionner les chaluts.

## Service
La situation politique tendue a abouti à ce que le navire incomplètement équipé soit mis en service à la fin du mois d’août 1939. La date exacte d’entrée en service officielle n’est pas connue. Le 26 août, l’ORP Czapla a été incorporé à l’escadrille des mines, mais des problèmes avec la machine de direction, l’installation électrique du gouvernail et la surchauffe du moteur gauche n’en ont pas fait un navire pleinement opérationnel. Le premier commandant du navire pendant la construction a été nommé le 25 juin 1939, le capitaine Tadeusz Rutkowski. Il a occupé ce poste jusqu’au 8 juillet 1939. Il est remplacé à ce poste par le capitaine Eligiusz Ceceniowski. Un équipage a été rassemblé à la hâte, dont la plupart étaient constitués de réservistes.
Le 1er septembre 1939, le navire était dans le port de guerre d’Oksywie. A 5 h 20 du matin, trois hydravions allemands Heinkel He 60 du 1. (M)/506 sont apparus. Ils n’ont pas été identifiés immédiatement, car un épais brouillard qui régnait ce matin-là. Après avoir reçu l’ordre d’utiliser les canons antiaériens et les mitrailleuses, les membres de l’équipage ont ouvert le feu mais leur tir s’est avéré inefficace, car les machines ennemies étaient hors de leur portée. Le dragueur de mines, ainsi que les autres unités de l’escadrille, sont sortis dans la rade. Vers 14 heures, l’ORP Czapla participe à repousser le raid aérien allemand sur Gdynia. À 15 h 00, à bord de l’ORP Wicher, une réunion a eu lieu avant l’opération de minage prévue sous le nom de code « opération Rurka ». Selon ses hypothèses, du 1er au 2 septembre, le mouilleur de mines ORP Gryf devait installer un chenal miné sur la ligne de Hel à Sopot, et les dragueurs de mines devaient occuper les secteurs de protection à 22 h 00. À cette fin, le Czapla, avec les autres dragueurs de mines, deux canonnières, le destroyer ORP Wicher et le mouilleur de mines ORP Gryf se sont rendus dans la zone du port de Hel.
Avant 18 h 00, à trois milles marins du port de Hel, le groupe de navires polonais a été attaqué par des bombardiers en piqué Junkers Ju 87 (Stuka) du IV./LG 1. Trente-trois avions ont concentré leur attaque sur les plus grands navires, à savoir les Wicher et Gryf. Au cours du raid, des problèmes avec la machine de direction du Czapla se sont manifestés. Le gouvernail était coincé, de sorte que l’unité commençait à tourner en rond à pleine vitesse. L’électricien n’a pas été en mesure de réparer la panne et un spécialiste de l’ORP Żuraw a été envoyé à bord. Après avoir repoussé l’attaque allemande et après l’annulation de l’opération Rurka, le Czapla est resté en rade du port de Hel toute la nuit du 1er au 2 septembre, de sorte qu’en cas d’attaque aérienne, il pouvait manœuvrer librement. Le lendemain à 4 h 00 du matin, sur ordre du contre-amiral Józef Unrug, le navire est allé à Jastarnia avec les dragueurs de mines restants. À 6 heures du matin, trois bombardiers Ju 87B ont attaqué les unités dans le port.
En raison des problèmes avec le gouvernail, tout l’armement du Czapla a été retiré du navire et placé dans les tranchées. Le canon de 75 mm a été placé à l’entrée du port, tandis que les mitrailleuses de 7,92 mm renforçaient la défense antiaérienne du port. L’équipage du Czapla était logé dans des maisons de particuliers situées près du port et participait à la défense antiaérienne du port. Le navire n’a pas pris part aux opérations ultérieures de l’escadrille. Le 14 septembre à 7 h 29, des bombardiers allemands Ju 87B du 4.(St)/186(T)), qui avait été créé pour opérer à partir du futur porte-avions Graf Zeppelin, ont effectué le premier raid sur Jastarnia de ce jour-là. À la suite de ce raid, le bâtiment hydrographique ORP Pomorzanin, le remorqueur Lech et l’ORP Czapla ont coulé. L’une des bombes SC 250 a explosé près de la proue, et une autre bombe SC 50 a explosé à la poupe. L’explosion des bombes a arraché le revêtement et percé un trou sur le côté. Le navire a commencé à s’incliner et a rapidement coulé. Le 16 décembre 1939, le navire a été renfloué par le Marine Bergungsgruppe Gotenhafen, puis remorqué jusqu’à la baie de Puck. Le sort ultérieur de l’unité est inconnu.